# Stephan Bonnar
Stephan Patrick Bonnar  (Hammond, 4 de abril de 1977 — 22 de dezembro de 2022) foi um lutador americano de MMA, que competiu no Ultimate Fighting Championship (UFC) e no Bellator.
Bonnar ganhou a faixa preta em Tae Kwon Do com dezesseis anos de idade. Ficou conhecido por ser o vice-campeão na 1ª temporada do The Ultimate Fighter na Spike TV, onde lutou contra Forrest Griffin (0-2), luta essa, que foi creditada por Dana White como a "luta mais importante da história do UFC".

## Carreira nas artes marciais mistas
Devido ao seu bom desempenho na final dos meio-pesados, onde perdeu contra Griffin por decisão unânime (29-28), Bonnar ganhou um contrato para lutar no Ultimate Fighting Championship.
Bonnar treinou com o lendário lutador de Brazilian Jiu-Jitsu, Carlson Gracie, de quem ele recebeu a faixa roxa antes da sua morte. Esta experiência levou a maioria de seus ataques terminam por meio de submissão. Stephan treinava Jiu-Jitsu em Las Vegas com o Mestre Sergio Penha. No entanto, ele também treinou Muay Thai durante várias viagens à Tailândia. Desde o início de 2010 Stephan treinava Muay Thai em Las Vegas com o Mestre Nick Blomgren no One Kick's Gym. Stephan foi campeão meio-pesado do Ironheart e campeão meio-pesado do Total Fight Challenge 2002-04.
Depois da derrota para Griffin, Bonnar tornou-se regular nos UFC Fight Night Finale no Hard Rock Hotel and Casino em Las Vegas, derrotando notáveis, tais como Sam Hoger, James Irvin e Keith Jardine antes de sucumbir à Rashad Evans por meio de decisão da maioria.
Bonnar perdeu na decisão unânime contra Forrest Griffin na revanche muito esperada em UFC 62, quando ele também falhou em um teste de esteróides. Bonnar foi forçado a se retirar de sua luta contra o Matt Hamill em UFC Fight Night 13 devido a uma grave lesão no joelho que sofreu durante o treino. Ele voltou à ação no UFC 94 contra Jon Jones, perdendo na decisão. Em sua luta seguinte, no UFC 100, Bonnar perdeu uma decisão unânime para Mark Coleman.
Bonnar era fã da banda de rock The Who e usa sua canção "Eminence Front" como música de entrada para lutas no UFC. Ele também foi baterista por um curto período da banda Breeders.
Bonnar afirmou no MMA Live Post Fight Show do UFC 101 que estava considerando um drop-down para os médios, após duas derrotas decepcionantes em meio-pesados. Bonnar enfrentou Krzysztof Soszynski em 21 de fevereiro de 2010 no UFC 110, Soszynski foi vitorioso em 1:04 no terceiro round, devido à TKO (corte). A luta, no entanto, foi ofuscada por replays de vídeo que mostravam que o corte foi aberto por um choque de cabeças. Bonnar recorreu da decisão e foi anunciado em 10 de março que ele havia perdido o apelo e o resultado ficaria como uma vitória para TKO. No UFC 116, Bonnar venceu a revanche por TKO no segundo round contra Soszynski depois de pegá-lo com o joelho, a vitória quebrou a sequência de três derrotas consecutivas de Bonnar, trazendo seu histórico no UFC para 6-6. A luta de Bonnar e Soszynski ganhou o prêmio de Luta da Noite ao lado da luta entre Yoshihiro Akiyama e Chris Leben.
Bonnar lutou contra Igor Pokrajac em 4 de dezembro de 2010 no The Ultimate Fighter Finale 12. Stephan ganhou a luta por decisão unânime (29-26, 29-26, 29-26). Bonnar era esperado para enfrentar Karlos Vemola em 14 de agosto de 2011, no UFC on Versus 5. No entanto, Bonnar foi forçado a retirar-se da luta devido a uma lesão e foi substituído pelo brasileiro Ronny Markes. Bonnar encarou Kyle Kingsbury em 19 de novembro de 2011, no UFC 139. Ele derrotou Kingsbury por decisão unânime (30-27, 30-25, 30-27).

### UFC Rio III: Silva vs Bonnar
Devido a uma série de imprevistos em relação à luta principal do UFC 153, que originalmente seria feita por José Aldo que se lesionou e não pôde fazer a luta contra Frankie Edgar, o UFC se viu obrigado a mudar de lutadores e de contestantes. Anderson Silva teve de subir de categoria - de pesos médios para meio pesado - para enfrentar Stephan Bonnar, na noite do dia 14 de outubro de 2012. Stephan estava até então com uma sequência de três vitórias seguidas. Anderson, porém, com uma vitória impressionante, derrotou Bonnar com um nocaute técnico ainda no primeiro round, aos quatro minutos. Demonstrando calma e superioridade impressionantes, Anderson nocauteou Bonnar depois de uma joelhada perfeita no plexo, culminando em mais um nocaute técnico em sua vitoriosa carreira. Nessa luta, Anderson de uma certa forma provocou o adversário. Durante a luta, Bonnar tentou colocar Anderson ao chão, que era supostamente onde Bonnar teria alguma chance, mas Anderson acabou ficando na grade. Depois que ele desvencilhou de Bonnar, ele permaneceu encostado à grade, fazendo com que o adversário ficasse sem reações.
Pouco tempo depois comprovou-se que Bonnar havia lutado esta luta sobre efeito de anabolizantes. Em entrevista, Bonnar confirmou que realmente lutou dopado.
| “ | "Não sou idiota. Tinha pouco mais de três semanas para me preparar e 16 kg para perder. Não faria sentido ter tomado coisas ilícitas um mês antes e torcer para que nada acontecesse. Não tinha jeito. O teste (antidoping) acusou algo que já estava acumulado. Não vou ficar com papo de arrependido e dizer "Dana, me dê outra chance". Fiz merda e assumo. Coloquei o rabo entre as pernas e deixei o assunto esfriar um pouco para falar sobre isso." | ” |

### Bellator MMA
Bonnar voltou ao MMA para estrear no Bellator MMA, em 15 de Novembro de 2014 no evento principal do Bellator 131 contra o ex-campeão do UFC Tito Ortiz. Ele foi derrotado por decisão dividida.

## Vida pessoal
Stephan e sua namorada de longa data Andrea Brown se casaram em 30 de outubro de 2009, em Toscana, Itália.
Fora do octógono, Bonnar foi comentarista, do World Extreme Cagefighting em 2010. Ele também foi analista na série MMA Live, do ESPN2 e para as transmissões do UFC na FOX. 
Em 24 de dezembro foi confirmado seu falecimento, segundo o UFC, a sua morte se deu por conta de complicações cardíacas. Em abril de 2023, o escritório do legista do Condado de Clark, em Nevada, determinou a morte de Stephan Bonnar como acidental por "intoxicação por fentanil, p-fluorofentanil e mitraginina".

## Campeonatos e realizações

### Artes Marciais Mistas
- Ultimate Fighting Championship 
  - The Ultimate Fighter 1 (vice-campeão)
  - Luta da Noite (Uma vez)
- Wrestling Observer Newsletter 
  - Luta do Ano (2005)  vs Forrest Griffin em 9 de abril

## Cartel no MMA
| Cartel no MMA   |             |            |
| 24 lutas        | 15 vitórias | 9 derrotas |
| Por nocaute     | 3           | 3          |
| Por finalização | 7           | 0          |
| Por decisão     | 5           | 6          |

| Res.    | Cartel | Oponente            | Método                             | Evento                           | Data                    | Round | Tempo | Local                          | Notas |
| ------- | ------ | ------------------- | ---------------------------------- | -------------------------------- | ----------------------- | ----- | ----- | ------------------------------ | --- |
| Derrota | 15-9   | Tito Ortiz          | Decisão (dividida)                 | Bellator 131                     | 15 de novembro de 2014  | 3     | 5:00  | San Diego, Califórnia          | Retornou da aposentadoria. Estreia no Bellator. |
| Derrota | 15-8   | Anderson Silva      | Nocaute Técnico (joelhada e socos) | UFC 153: Silva vs. Bonnar        | 13 de outubro de 2012   | 1     | 4:39  | Rio de Janeiro, Rio de Janeiro | Luta na categoria Meio-Pesado do UFC (93 kg) - Anunciou sua aposentadoria do MMA.Bonnar falhou no antidoping e testou positivo para esteróides anabolizantes. |
| Vitória | 15–7   | Kyle Kingsbury      | Decisão (unânime)                  | UFC 139: Shogun vs. Henderson    | 20 de novembro de 2011  | 3     | 5:00  | San José, Califórnia           | . |
| Vitória | 14-7   | Igor Pokrajac       | Decisão (unânime)                  | The Ultimate Fighter 12 Finale   | 4 de dezembro de 2010   | 3     | 5:00  | Las Vegas, Nevada              | |
| Vitória | 13–7   | Krzysztof Soszynski | Nocaute Técnico (joelhada e socos) | UFC 116: Lesnar vs. Carwin       | 3 de julho de 2010      | 2     | 3:08  | Las Vegas, Nevada              | Ganhou Luta da Noite. |
| Derrota | 12–7   | Krzysztof Soszynski | Intervenção do médico (corte)      | UFC 110: Nogueira vs. Velasquez  | 21 de fevereiro de 2010 | 3     | 1:04  | Sydney                         | Corte foi consequência de uma cabeçada de Soszynski. |
| Derrota | 12–6   | Mark Coleman        | Decisão (unânime)                  | UFC 100                          | 11 de julho de 2009     | 3     | 5:00  | Las Vegas, Nevada              | |
| Derrota | 12–5   | Jon Jones           | Decisão (unânime)                  | UFC 94: St-Pierre vs. Penn 2     | 31 de janeiro de 2009   | 3     | 5:00  | Las Vegas, Nevada              | |
| Vitória | 12–4   | Eric Schafer        | Nocaute Técnico (socos)            | UFC 77: Hostile Territory        | 20 de outubro de 2007   | 2     | 2:47  | Cincinnati, Ohio               | |
| Vitória | 11–4   | Mike Nickels        | Finalização (mata-leão)            | UFC 73: Stacked                  | 7 de julho de 2007      | 1     | 2:14  | Sacramento, Califórnia         | |
| Derrota | 10–4   | Forrest Griffin     | Decisão (unânime)                  | UFC 62: Liddell vs. Sobral       | 26 de agosto de 2006    | 3     | 5:00  | Las Vegas, Nevada              | Foi flagrado no antidoping |
| Derrota | 10–3   | Rashad Evans        | Decisão (majoritária)              | Ultimate Fight Night 5           | 28 de junho de 2006     | 3     | 5:00  | Las Vegas, Nevada              | |
| Vitória | 10–2   | Keith Jardine       | Decisão (unânime)                  | Ultimate Fight Night 4           | 6 de abril de 2006      | 3     | 5:00  | Las Vegas, Nevada              | |
| Vitória | 9–2    | James Irvin         | Finalização Técnica (kimura)       | Ultimate Fight Night 3           | 16 de janeiro de 2006   | 1     | 4:30  | Las Vegas, Nevada              | |
| Vitória | 8–2    | Sam Hoger           | Decisão (unânime)                  | UFC Ultimate Fight Night         | 6 de agosto de 2005     | 3     | 5:00  | Las Vegas, Nevada              | |
| Derrota | 7–2    | Forrest Griffin     | Decisão (unânime)                  | The Ultimate Fighter 1 Finale    | 9 de abril de 2005      | 3     | 5:00  | Las Vegas, Nevada              | |
| Vitória | 7–1    | Sean Sallee         | Finalização (triângulo)            | IHC 7-The Crucible               | 5 de junho de 2004      | 1     | 2:28  | Hammond, Indiana               | |
| Vitória | 6–1    | William Hill        | Nocaute Técnico (socos)            | Total Fight Challenge 1          | 24 de abril de 2004     | 1     | N/A   | Hammond, Indiana               | |
| Vitória | 5–1    | Brad Lynde          | Finalização (mata-leão)            | IHC 6: Inferno                   | 22 de novembro de 2003  | 1     | 4:10  | Hammond, Indiana               | |
| Derrota | 4–1    | Lyoto Machida       | Intervenção do médico (corte)      | Jungle Fight 1                   | 13 de setembro de 2003  | 1     | 4:21  | Manaus, Amazonas               | |
| Vitória | 4–0    | Terry Martin        | Decisão (unânime)                  | MFC - Maximum Fighting Challenge | 7 de setembro de 2002   | 1     | 10:00 | Hammond, Indiana               | |
| Vitória | 3–0    | Jay Massey          | Finalização (guilhotina)           | UA 1: The Genesis                | 27 de janeiro de 2002   | 1     | 1:09  | Hammond, Indiana               | |
| Vitória | 2–0    | Josh Kruger         | Finalização (armlock)              | IHC 3: Exodus                    | 10 de novembro de 2001  | 1     | 2:55  | Hammond, Indiana               | |
| Vitória | 1–0    | Brian Ebersole      | Finalização (guilhotina)           | IHC 3: Exodus                    | 10 de novembro de 2001  | 1     | 0:51  | Hammond, Indiana               | |